# A texasi láncfűrészes (film)
A texasi láncfűrészes (eredeti cím: The Texas Chainsaw Massacre) 2003-ban bemutatott amerikai horrorfilm Marcus Nispel rendezésében, amely az 1974-es A texasi láncfűrészes mészárlás című film remake-je. A főszerepben Jessica Biel, Jonathan Tucker, Erica Leerhsen és Mike Vogel látható.
A filmet az Amerikai Egyesült Államokban 2003. október 17-én, Magyarországon 2004. február 12-én mutatták be.

## Történet
|  | Alább a cselekmény részletei következnek! |

A film egy archív felvétellel kezdődik, melyet a rendőrség készített a Hewitt házban. A helyszínen lévő két rendőr felméri a házat és lemennek az alagsorba. A lépcsőn lefelé haladva a falon karomnyomokat, kitört körmöt, emberi vért és hajat találnak. 
1973 augusztusában öt fiatal, Erin (Jessica Biel), Kemper (Eric Balfour), Morgan (Jonathan Tucker), Andy (Mike Vogel) és Pepper (Erica Leershen) a Lynyrd Skynyrd koncertről tartanak hazafelé Mexikóból. Texason áthaladva az út szélén egy zavart lányt találnak (Lauren German), akit végül felvesznek a kisbuszba. Később megpróbálják szóra bírni a lányt, aki összefüggéstelenül beszél valami "rossz emberről", majd fejbe lövi magát egy pisztollyal. A fiatalok megpróbálják felvenni a kapcsolatot a rendőrséggel, bemennek egy boltba, ahol a nő azt mondja nekik, hogy a seriff a malomnál van. A malomnál a seriff helyett egy Jedediah (David Dorfman) nevű kisfiúval találkoznak, aki elmondja nekik, hogy a seriff otthon van és iszik. Erin és Kemper az erdőn keresztül elindul, hogy megkeressék Jedediah házát, a többiek a fiúval a malomnál maradnak. Azért mennek a házba, hogy telefonon kérjenek segítséget. A ház tulajdonosa, egy lábait amputált öregember, aki Monty névre hallgat, megengedi Erinnek, hogy telefonálhasson. Amikor Erin befejezi a telefonálást az öregember segítséget kér tőle. Kemper bemegy a házba, hogy megkeresse Erint, de egy kalapáccsal hátulról megöli Thomas Hewitt, más néven Bőrarc (Andrew Bryniarski).
Eközben Hoyt seriff (R. Lee Ermey) megérkezik a malomhoz és a halott lány testét egy celofánba csomagolja a fiatalok segítségével, majd a holttestet beteszik a rendőrautó csomagtartójába. Ezután a fiatalokat távozásra szólítja fel, majd elhajt a kocsival. Erin visszaérkezik és látja, hogy Kemper még hiányzik. Andy és Erin visszamegy Monty házához, ahol Erin elvonja a tulajdonos figyelmét, így Andy beosonhat a házba hogy megkeresse Kempert. Monty rájön, hogy Andy a házban van, így szól Bőrarcnak, hogy támadja meg őket a láncfűrésszel. Erin elmenekül az erdőn át, de Andynek Bőrarc levágja az egyik lábát. A sérült Andyt az alagsorba vonszolja, ahol egy kampóra felakasztja, a csonkolt lábára sót dörzsöl.
Erin visszaérkezik a malomhoz, ahol a többiekkel megpróbál elszökni a kisbusszal, de megérkezik a seriff, aki a buszban marihuánát talál és kiszállítja a fiatalokat a buszból. A seriff egy fegyvert ad Morgannak, azt ami a halott lánynál volt, és azt mondja neki, hogy mutassa meg hogy lett öngyilkos a lány. Morgan megijed, zavartan viselkedik, a fegyvert a seriffre irányítja aki nyomás alatt tartja Erint és Peppert, majd meghúzza a ravasz, de a fegyver nem volt megtöltve. Morgant megbilincseli a seriff és a Hewitt házba viszi. A kisbusznál a két lányt megtámadja Bőrarc. Pepper futni kezd, de Bőrarc félbevágja a láncfűrésszel. Erin észreveszi, hogy Bőrarc Kemper arcbőrét viseli mint egy maszkot. Erinnek sikerül elmenekülnie, egy közeli lakókocsiban talál menedéket. A lakókocsiban két nő van, akik teával kínálják meg és megpróbálják megnyugtatni. A két nő közül az egyik egy középkorú elhízott nő, a másik pedig egy fiatal nő, akit Henriettának hívnak. Erin telefont keres, amin segítséget hívhat, de közlik vele, hogy nincs telefon. Erin megpillant egy fényképet, amin a korábban öngyilkosságot elkövető nő van egy kisgyerekkel. Miután megcsörren a telefon a lakókocsi végébe megy a fiatal nő után, ahol megpillantja a fényképen látott kisgyereket, akit elraboltak az anyjától. Miközben próbálja elhagyni a lakókocsit a földre esik, mivel a teától elkábul.
Erin később a Hewitt házban ébred a Hewitt család társaságában: Bőrarc, az édesanyja Luda May, Hoyt seriff, Monty bácsi és Jedediah társaságában. Luda May elmondja Erinnek, hogy ismeri az olyan fajta embereket mint Erin, akik mindig csak kinevették és csúfolták Thomast és nem törődtek vele és a családjával. Erint leviszik az alagsorba, ahol megtalálja Andyt. Megpróbálja leszedni a kampóról, de nem sikerül neki. A haldokló Andy megkéri, hogy ölje meg egy késsel, amit Erin vonakodva de meg is tesz. Ezután megtalálja Morgant is, aki meg van bilincselve. Megjelenik Jedediah, aki kivezeti őket a ház alagsorából. Jedediah az alagsor kijáratáig kíséri őket, ahol megpróbálja feltartani Bőrarcot, hogy Erinék nagyobb előnyhöz jussanak. Erin és Morgan találnak egy elhagyatott házat az erdőben, ahol elbújnak. Bőrarc megtalálta Erint, de Morgan rátámad, így elejti a láncfűrészt. Morgan verekedni kezd Bőrarccal, de az túl erős, így könnyen a plafonon lévő csillárral akasztja a fiút az összebilincselt kezeinél fogva. Bőrarc felveszi a láncfűrészt a földről és megöli Morgant.
Erin elfut a kunyhóból és menekülni kezd az erdőben. Bőrarc követi, de futás közben megvágja a saját lábát a láncfűrésszel. Erin talál egy húsfeldolgozó üzemet, és elrejtőzik egy szekrényben, ahonnan hátba támadja Bőrarcot és egy bárddal levágja a jobb karját. Erin kifut az üzemből és az úton megállít egy kamionost, aki segítséget keres a lánynak az út széli boltnál, ahol Hoyt seriff autója áll. Erin kiszáll a kamionból, meglátja Luda Mayt, Hoyt seriffet és Henriettát amint az elrabolt gyerekre vigyáznak aki egy etetőszékben ül. Miután Henrietta csatlakozik Luda Mayhez és a seriffhez, akik a kamion sofőrrel beszélgetnek, Erin kiveszi a gyereket a székből és elfut vele. Beszállnak a seriff autójába és menekülés közben elüti a sriffet a kocsival. Többször is áthajt rajta, amíg meg nem hal. Az úton Bőrarc még megpróbálja megállítani az autót, de nem sikerül neki, a lány és a gyerek megmenekülnek.
A rendőrség archív felvételével folytatódik a film. A tisztek ellenőrzik a pincét, megjegyezve, hogy valószínűleg itt történtek a gyilkosságok, mikor hirtelen rájuk támadnak. Az archív felvételen egy elmosódott alak idegesen rángatja a kamerát. A narrátor ekkor kijelenti, hogy "A bűntény helyszínét nem biztosították megfelelően. Aznap két rendőrtiszt szenvedett halálos sérüléseket. Ez az egyetlen ismert kép Thomas Hewittról akit Bőrarc néven emlegetnek. Az ügyet mind a mai napig nem zárták le."
|  | Itt a vége a cselekmény részletezésének! |

## Szereplők
| Színész           | Szerep           | Magyar hang    |
| ----------------- | ---------------- | -------------- |
| Jessica Biel      | Erin             | Haumann Petra  |
| Jonathan Tucker   | Morgan           | Hamvas Dániel  |
| Erica Leerhsen    | Pepper           | Mezei Kitty    |
| Mike Vogel        | Andy             | Nagy Ervin     |
| Eric Balfour      | Kemper           | Barát Attila   |
| Andrew Bryniarski | Thomas Hewitt    | nem szólal meg |
| R. Lee Ermey      | Hoyt seriff      | Izsóf Vilmos   |
| David Dorfman     | Jedidiah Hewitt  | Ferencz Bálint |
| Lauren German     | tizenéves lány   |                |
| Terrence Evans    | Monty Hewitt     |                |
| Marietta Marich   | Luda Mae Hewitt  |                |
| Heather Kafka     | Henrietta Hewitt |                |
| Brad Leland       | Big Rig Bob      |                |
| John Larroquette  | narrátor         |                |

## Kritikai visszhang
A filmet jelölték a 2004-es Arany Málna díjra a legrosszabb remake vagy folytatás kategóriában. Roger Ebert a négy csillagos értékelésből nullát adott, a következő megjegyzéssel: "A film megvetendő: hitvány, csúnya és brutális."

## DVD megjelenés
Magyarországon 2005. november 15-én jelent meg az SPI International forgalmazásában.

## Zene

### Betétdalok listája
1. Immortally Insane előadó Pantera
2. Below the Bottom előadó Hatebreed
3. Pride előadó Soil
4. Deliver Me előadó Static-X
5. 43 előadó Mushroomhead
6. Pig előadó Seether
7. Down in Flames előadó Nothingface
8. Self-Medicate előadó 40 Below Summer
9. Suffocate előadó Motograter
10. Destroyer of Senses előadó Shadows Fall
11. Rational Gaze előadó Meshuggah
12. Archetype (Remix) előadó Fear Factory
13. Enshrined by Grace előadó Morbid Angel
14. Listen előadó Index Case
15. Stay in Shadow előadó Finger Eleven
16. Ruin előadó Lamb of God
17. As Real As It Gets előadó Sworn Enemy
18. Five Months előadó Cortez